# Liste der größten Unternehmen in Italien
Die Liste der größten Unternehmen in Italien enthält die vom Forbes Magazine in der Liste Forbes Global 2000 veröffentlichten größten börsennotierten Unternehmen in Italien.
Die Rangfolge der jährlich erscheinenden Liste der 2000 größten börsennotierten Unternehmen der Welt errechnet sich aus einer Kombination von Umsatz, Nettogewinn, Aktiva und Marktwert. Dabei wurden die Platzierungen der Unternehmen in den gleich gewichteten Kategorien zu einem Rang zusammengezählt. In der Tabelle aufgeführt sind auch der Hauptsitz, Mitarbeiterzahl und die Branche. Die Zahlen sind in Milliarden US-Dollar angegeben und beziehen sich auf das Geschäftsjahr 2019.
| Forbes 2000 | Name                      | Hauptsitz           | Umsatz (Mrd. $) | Gewinn (Mrd. $) | Mitarbeiter | Branche                             |
| ----------- | ------------------------- | ------------------- | --------------- | --------------- | ----------- | ----------------------------------- |
| 97.         | Enel                      | Rom                 | 86,6            | 2,4             | 68.253      | Versorger                           |
| 125.        | Intesa Sanpaolo           | Turin               | 41,3            | 4,7             | 88.682      | Banken                              |
| 140.        | Assicurazioni Generali    | Triest              | 91,9            | 3,0             | 71.936      | Versicherungen                      |
| 202.        | UniCredit Group           | Mailand             | 28,8            | 3,6             | 94.514      | Banken                              |
| 315.        | Poste Italiane            | Rom                 | 36,7            | 1,5             | 118.523     | Logistik                            |
| 468.        | Eni                       | Rom                 | 72,5            | −4,3            | 32.053      | Öl und Gas                          |
| 520.        | Atlantia                  | Rom                 | 10,4            | 1,2             | 29.090      | Dienstleistungen                    |
| 546.        | TIM                       | Rom                 | 20,1            | 1,0             | 55.198      | Telekommunikation                   |
| 683.        | Unipol                    | Bologna             | 17,6            | 1,0             | 12.337      | Versicherungen                      |
| 861.        | Leonardo                  | Rom                 | 15,4            | 0,9             | 49.530      | Luft- und Raumfahrt                 |
| 880.        | Snam                      | San Donato Milanese | 2,9             | 1,2             | 3.048       | Gasnetzbetreiber                    |
| 941.        | Banco BPM                 | Mailand             | 5,8             | 0,9             | 22.000      | Banken                              |
| 1075.       | Mediobanca                | Mailand             | 3,4             | 0,9             | 4.576       | Finanzdienstleistung                |
| 1080.       | Terna                     | Rom                 | 2,6             | 0,8             | 4.290       | Versorger                           |
| 1149.       | Ferrari                   | Maranello           | 4,2             | 0,8             | 4.285       | Automobile                          |
| 1275.       | Banca Mediolanum          | Mailand             | 4,3             | 0,6             | 2.926       | Versicherungen                      |
| 1445.       | BPER Banca                | Modena              | 3,0             | 0,4             | 13.998      | Banken                              |
| 1474.       | Cattolica Assicurazioni   | Verona              | 8,3             | 0,08            | 1.778       | Versicherungen                      |
| 1493.       | UBI Banca                 | Bergamo             | 5,3             | 0,3             | 19.983      | Banken                              |
| 1569.       | Banca MPS                 | Siena               | 4,7             | −1,1            | 21.420      | Banken                              |
| 1800.       | FinecoBank                | Mailand             | 0,8             | 0,3             | 1.115       | Banken                              |
| 1813.       | Credito Emiliano          | Reggio nell’Emilia  | 2,1             | 0,2             | 6.000       | Banken                              |
| 1891.       | Pirelli                   | Mailand             | 6,0             | 0,5             | 31.575      | Reifen                              |
| 1895.       | Banco Popolare di Sondrio | Sondrio             | 1,2             | 1,5             | 2.740       | Banken                              |
| 1933.       | Saipem                    | San Donato Milanese | 10,2            | 0,01            | 33.936      | Onshore- und Offshore-Dienstleister |
| 1963.       | Prysmian                  | Mailand             | 12,9            | 0,3             | 28.714      | Kabel                               |